# GSC3728-778
GSC3728-778 — хімічно пекулярна зоря спектрального класу F2, що має видиму зоряну величину в смузі V приблизно 12,0.